# 新北市淡水區水源國民小學
新北市立水源國民小學，位於臺灣新北市淡水區，為一所直轄市立之國民小學。1918年成立為淡水公學校水梘頭分校，1921年獨立為水梘頭公學校，1941年改為水梘頭國民學校，1946年改名為台北縣淡水鎮水源國民學校，1968年改稱台北縣淡水鎮水源國民小學。

## 校史
- 配合臺北縣改制為新北市，本校更名為「新北市淡水區水源國民小學」。

## 外部連結
- 新北市立水源國民小學 （页面存档备份，存于）
- 新北市淡水區水源國民小學的Facebook專頁